# Nishio Tadateru
Nishio Tadateru est un nom japonais traditionnel ; le nom de famille (ou le nom d'école), Nishio, précède donc le prénom (ou le nom d'artiste).
Nishio Tadateru (西尾 忠照, aussi appelé Nishio Tadaakira ; 1613 - 4 décembre 1654) est un daimyō du début de l'époque d'Edo de l'histoire du Japon, à la tête du domaine de Tsuchiura dans la province de Hitachi avant d'être transféré au domaine de Tanaka dans la province de Suruga. Son titre de courtoisie est Tangō no Kami.

## Biographie
Né dans la province de Suruga, Nishio Tadateru est le fils ainé de Nishio Tadanaga, daimyō du domaine de Tsuchiura. En 1620, à l'âge de sept ans, il devient le chef du clan Nishio et daimyō de Tsuchura à la mort de son père. En 1621, il participe au pèlerinage du shogun Tokugawa Hidetada au Nikkō Tōshō-gū, et reçoit l'autorisation d'augmenter la taille de son château. Le 11 février 1649, ses avoirs augmentés d'un supplément de 5 000 koku quand il est transféré au domaine de Tanaka dans la province de Suruga.
Tadateru est marié à une fille de Takenaka Shigeyoshi, daimyō du domaine de Funai dans la province de Bungo.
Il décède en 1654 et son fils Tadanari lui succède. Sa tombe se trouve au Myōgen-ji, temple situé dans l'actuelle ville d'Ageo de la préfecture de Saitama.

## Source de la traduction
- (en) Cet article est partiellement ou en totalité issu de l’article de Wikipédia en anglais intitulé « Nishio Tadateru » (voir la liste des auteurs).